# کلسترول
کُلِستِرول (به انگلیسی: Cholesterol)، یکی از مولکول‌های زیستی و از دسته استروئید‌ها در لیپیدها، و نوعی الکل موسوم به استرول است. این مولکول ۲۷ کربنه، ساختار چندحلقه‌ای دارد. نقش عمده آن استحکام و انعطاف‌بخشی به غشا سلول‌ها است.
کلسترول نوعی استروئید و از مواد مهم غشا است. کلسترول در خون هم وجود دارد. کلسترول خون از دو منبع اصلی تأمین می‌شود: رژیم غذایی و تولید در کبد.
نام کلسترول از ترکیب کلمات یونانی «Chole» (به معنای صفرا) و «Stereos» (به معنای جامد) و پسوند شیمیایی «ول» (به دلیل الکلی بودن ساختار آن)، خلق شده است. دلیل این نام‌گذاری این بود که محققان برای اولین بار کلسترول را به صورت جامد در سنگ‌های صفراوی در سال ۱۷۸۴ شناسایی کردند.
کلسترول رژیم غذایی به‌طور عمده در گوشت، جگر، مغز، تخم مرغ و غذاهای لبنی به بدن می‌رسد. غذاهایی گیاهی کلسترول ندارند. پس از صرف غذا کلسترول از طریق روده جذب و سپس همراه با تری گلیسیریدها درون پوششی پروتئینی بسته‌بندی می‌شود. این ترکیب چربی-پروتئین کیلومیکرون نام دارد. کبد هم می‌تواند کلسترول را از خون بردارد و هم آن را تولید و به درون خون بریزد.
پس از صرف غذا کبد کیلومیکرون را از خون برداشته و در مدت زمان میان‌وعده‌های غذایی کلسترول را تولید و درون گردش خون می‌ریزد.

## تفاوت کلسترول خون و کلسترول غذایی
کلسترول را می‌توان به دو دستهٔ کلی تقسیم کرد:
1. کلسترول غذایی: منظور همان کلسترولی است که در غذایی که خورده می‌شود وجود دارد. این عنصر غذایی بسیار شبیه به شکر، چربی، پروتئین، ویتامین‌ها و املاح معدنی است. این نوع کلسترول تنها در محصولات حیوانی یافت می‌شود و همان چیزی است که در برچسب‌های مواد غذایی مشاهده می‌شود.
2. کلسترول خون: این نوع کلسترول در کبد ساخته می‌شود و همان چیزی است که در آزمایشگاه اندازه‌گیری می‌شود.

کلسترول خون و کلسترول غذایی، با اینکه از نظر شیمیایی یکسان هستند، اما این بیانگر یکسان بودن آن‌ها در هر مورد نیست. به همین دلیل است که تأثیر خوردن کلسترول غذایی بر سلامت می‌تواند تا حد بسیار زیادی متفاوت از پیامدهای داشتنِ کلسترول خون بالا (آنچه که در آزمایشگاه‌های تشخیص پزشکی اندازه‌گیری می‌شود) باشد.

## تفاوت کلسترولLDLو کلسترولHDL
مقدار زیاد کلسترول ال‌دی‌ال با بیماری‌های کرونری قلب در ارتباط است و به آن «کلسترول بد» گویند. (نام آن مخفف لیپوپروتئین کم چگال است) لیپوپروتئین ال‌دی‌ال کلسترول را روی دیواره رگ‌ها نشانده و موجب شکل‌گیری ماده سخت و ضخیمی که همان پلاک کلسترول است می‌شود. با گذشت زمان پلاک کلسترول موجب ضخیم‌شدن دیواره رگ و نازک‌شدن مجرای عبور خون می‌شود. این فرایند تصلب شرائین (آتِرو اِسکلِروسیس) نامیده می‌شود.
چون لیپوپروتئین اچ‌دی‌ال با برداشتن کلسترول از دیواره شریان و بردن آن به کبد از تشکیل ممتحن جلوگیری می‌کند، «کلسترول خوب» نامیده می‌شود؛ بنابراین مقدار ال‌دی‌ال بالا و اچ‌دی‌ال پایین، از فاکتورهای خطر ایجاد تصلب شریان است در حالی که نسبت پایین ال‌دی‌ال به اچ‌دی‌ال برای بدن بسیار سودمند است. (مخفف لیپوپروتئین پر چگال)
هنگامی که ال‌دی‌ال بالا می‌رود کبد نه تنها کلسترول را تولید و به داخل خون می‌ریزد؛ بلکه می‌تواند آن را از گردش خون بردارد. حذف سریع کلسترول ال‌دی‌ال از خون و کاهش آن، با تعداد گیرنده‌های فعال روی سطح سلول‌های کبدی مرتبط است.
دو عامل ارث و رژیم غذایی تأثیر چشم‌گیری بر ال‌دی‌ال و اچ‌دی‌ال و کلسترول فرد دارند. برای نمونه هاپیرکلسترولمیای فامیلی اف‌اچ یک اختلال ارثی است که در ان شخص بیمار دچار کمبود و نداشتن گیرنده‌های ال‌دی‌ال روی سطح سلول‌های کبدی می‌شود. در نتیجه افراد مبتلا تمایل بیشتری به پیشرفت تصلب شرائین و بیماری‌های ایسکمیک قلبی در سنین بالاتر دارند.
رژیم‌های غذایی که دارای مقدار بالای چربی‌های اشباع و کلسترول هستند موجب افزایش مقدار ال‌دی‌ال خون می‌شوند. تری گلیسیریدها براساس ساختمان شیمیایی‌شان به دو گروه اشباع و غیراشباع طبقه‌بندی می‌شوند. چربی‌های اشباع از گوشت و محصولات لبنی تأمین می‌شوند و می‌توانند مقدار کلسترول خون را بالا ببرند. همچنین برخی از روغن‌های گیاهی که از نارگیل، نخل و کاکائو تهیه می‌شوند هم چربی اشباع بالایی دارند.

## کلسترول
واژه کلسترول از یونان باستان chole- (زرداب) و Stereos (جامد) با یک پسوند OL – که از الکل گرفته می‌شود تشکیل شده و یک مولکول سازنده است. این یک استرول (یا استروئید اصلاح شده است) و ساختار غشاء مناسب نفوذپذیری و سیالیت را فراهم می‌کند.
کلسترول از مولکول‌های چربی محسوب می‌شود.
افزون بر این اهمیت در سلول‌ها، کلسترول هم چنین به عنوان یک ماده متشکله برای تولید زیستی هورمون‌های استروئیدی، اسیدهای صفراوی و ویتامین D کمک می‌کند. کلسترول استرول اصلی تولید شده توسط حیوانات است. در تمام سلول‌ها درمهره داران کلسترول تولید می‌شود البته جگر (کبد) نوعاً مقدار بیشتری تولید می‌کند. اغلب به‌طور کاملی درمیان پروکاریوتها (مانند باکتری) غائب است، اگر چه برخی استثناها وجود دارد مانند مایکوپلاسماها، که برای رشد کلسترول نیاز دارند.
فرانسوز پولیتیر اولین کلسترول را در شکل جامد در سنگ کیسه صفرا در سال۱۷۶۹ مشاهده کرد. اگرچه این ماده جامد در سال ۱۸۱۵ توسط میشائل جورول کلسترول نامیده شده است.

## فیزیولوژی
چون کلسترول برای زندگی تمام حیوانات ضروری است، هر سلول آن را از مولکول‌های ساده‌تر می‌سازد. یک فرایند ۳۷ مرحله‌ای پیچیده که با آنزیم پروتئینی داخل سلولی HMG-COA ردوکتاز شروع می‌شود. اگرچه علاوه بر سطح کلی چربی و کلسترول در گردش خون، نوع لیپوپروتئین موجود نیز به‌طور قوی با پیشرفت تصلب شریان همراه است.
در چرخه موالونات داخل سلول آنزیم HMG-CoA ردوکتاز تبدیل HMG-CoA را به موالونات کاتالیز می‌کند. مسیر سوخت و ساز موالونات یک مسیر متابولیکی بسیار مهم در یوکاریوتها و بسیاری از باکتری‌ها است که نهایتاً به تولید بسیاری از ترکیبات مهم مانند کلسترول، ایزوپرونئیدها (ترپن‌ها مانند لیکوپن، کاروتن، اسکوالن، اوکالیپتول و پینن)می‌انجامد.

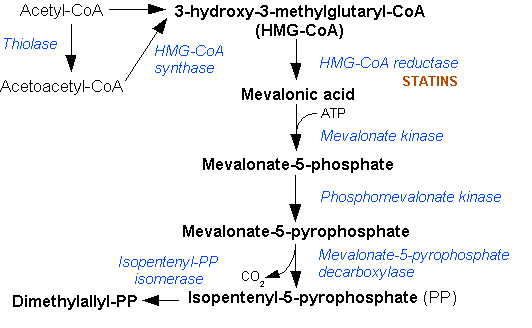
Mevalonate pathway

برای یک مرد حدود ۶۸ کیلوگرم، تولید کل کلسترول بدن حدوداً ۱ گرم در روز (mg1000) است و محتوی کل کلسترول بدن حدوداً ۳۵ گرم است، که اغلب درون غشاء تمام سلول‌های بدن قرار گرفته است. ورودی رژیم روزانه معمول کلسترول اضافی، درامریکا، ۳۰۰–۲۰۰ میلی‌گرم است.
بیشترین کلسترول مصرف شده‌استری است و کلسترول استری به‌طور ضعیفی جذب می‌شود. بدن همچنین دریافت کلسترول اضافی را با کاهش تولید کلسترول جبران می‌کند. به این دلایل کلسترول ورودی در غذا، تأثیر خیلی کمی، اگر داشته باشد، روی کلسترول کل بدن یا غلظت کلسترول درخون می‌گذارد. کلسترول بازیافت می‌شود. کبد ان را در یک شکل بدون استری به صورت رشته قابل هضم دفع می‌کند. نوعاً حدود ۵۰ درصداز کلسترول دفع شده توسط روده باریک در جریان خون دوباره جذب می‌شود.
گیاهان کلسترول را در مقادیر کم می‌سازند. گیاهان فیتوسترول تولید می‌کنند (موادی که از نظر شیمیایی شبیه به کلسترول است) فیتواسترول درون گیاهان می‌تواند با کلسترول برای جذب مجدد در پرزهای روده‌ای انسان رقابت کند، بنابراین جذب مجدد کلسترول را کاهش می‌دهد. وقتی سلول‌های استری، فیتوسترول جذب می‌کنند، درمکان کلسترول آن‌ها معمول مولکول‌های کلسترول پشت ریشه GI را که یک مکانیسم دفاعی و حمایتی مهم است دفع می‌کنند.

## عملکرد
کلسترول برای تولید و نگهداری غشای سلول‌ها ضروری است و سیالیت غشاء را در دماهای فیزیولوژیکی دو برابر می‌کند.
گروه هیدروکسیل روی کلسترول با گروه‌های سر قطبی فسفولیپیدهای غشاء تداخل می‌کند. درحالیکه استروئید ضخیم و بزرگ و زنجیره هیدروکربن درغشاء جای گرفته است، کلسترول بسته‌بندی غشاء را افزایش می‌دهد، که سیالیت غشاء سلول را وقتی مولکول دریک تأیید ترانس که همه را می‌سازد اما زنجیره کناری کلسترول سخت و هر وجهی را کاهش می‌دهد. در این نقش ساختاری، کلسترول نفوذپذیری غشاء پلاسما را به مواد حل شده خنثی کاهش می‌دهد. پروتون‌ها (یون هیدروژن مثبت) و یون سدیم.
درون غشا سلول، کلسترول همچنین درانتقال بین سلولی عمل می‌کند، سیگنال سلول و هدایت اعصاب کلسترول برای ساختار عملکرد روده پیچ خورده و چاله‌های کلاترین پوشش داده، شامل کاوالو و اندوسیتوز مبنی بر کلاترین ضروری است. نقش کلسترول در چنین اندوسیتوز می‌تواند توسط استفاده از سیکلودکسترین متیل کشف شود تا کلسترول را از غشاء پلاسما حذف کند. در حال حاضر کشف شده که، کلسترول همچنین در فرایندهای سیگنال سلولی نقش دارد، کمک در شکل‌گیری دگل چربی درغشاء پلاسما می‌کند. شکل‌گیری چربی پروتئین‌های گیرنده در حدود نزدیک با غلظت بالای دومین مولکول مولکول فرستنده می‌آورد. در بسیاری از نورون‌ها، یک غلاف چربی (میلین)، غنی از کلسترول، چون از لایه‌های فشرده شدهٔ غشاء سلول شوان سرچشمه گرفته است، با پوشاندن دور آکسون به هدایت سریعتر پیام و حفاظت نورون کمک می‌کند.
درون سلول‌ها، کلسترول مولکول پیشرو درچندین روند بیوشیمی می‌باشد. در کبد کلسترول به صفرا تبدیل می‌شود، که سپس درکیسه صفرا ذخیره می‌شود. صفرا دارای نمک‌های صفراوی نیز می‌باشد و موجب می‌گردد چربی‌ها در روده قابل هضم شود و همچنین درجذب روده‌ای مولکول‌هایی مانند ویتامین‌های محلول در چربی، A, D و E و K مؤثر است. کلسترول یک مولکول پیشرو مهم برای ترکیب ویتامین D و هورمون‌های استروئیدی می‌باشد مانند هورمون‌های کورتیزول و آلدوسترون، هورمون پروژسترون، استروژن و تستسترون و مشتقاتش.
برخی پژوهش‌ها نشان می‌دهد کلسترول ممکن است به عنوان یک آنتی‌اکسیدان عمل کند.

## نگارخانه

استروئید، using cholesterol as building material
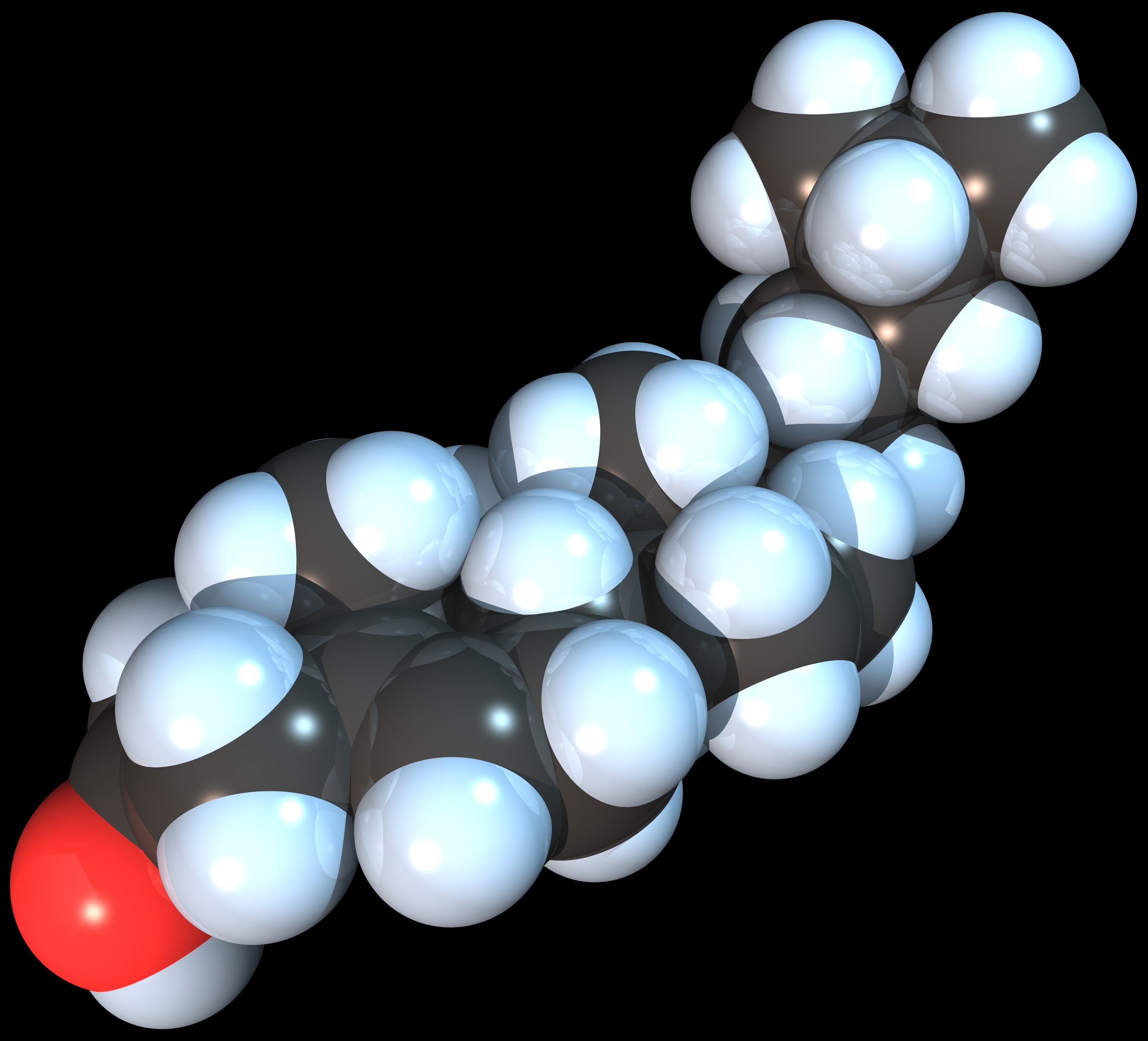
Space-filling model of the Cholesterol molecule
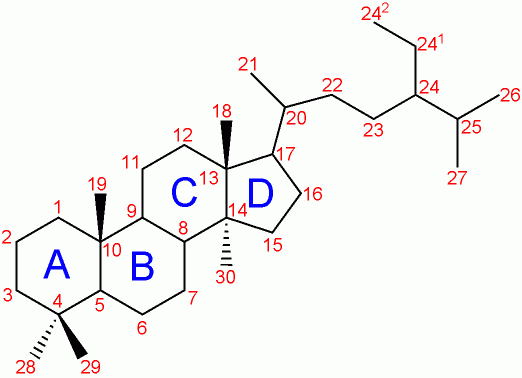
Numbering of the استروئید nuclei